# 유리화 (물리학)
유리화(Vitrification)는 점토, 규석, 장석 등의 각종 원료를 조합한 재료로 제작한 제품을 고온에서 소성하면 원료 중의 알칼리 성분과 규산분이 녹은 유리를 형성하게 되며, 이것이 내부 간극에 침투하여 기공을 채우고 내부의 고체입자들을 결합시키게 되며 따라서 크기가 축소되는 현상이다.

## 같이 보기
- 저온물리학
- 결정화
- 과냉각
- 유리요새